# Cha Cha Cha (album)
 For alternative betydninger, se Cha-cha-cha (flertydig). (Se også artikler, som begynder med Cha-cha-cha)
Cha Cha Cha er det andet album fra det danske popband Anne Linnet Band, der udkom i 1982 på CBS Records.

## Spor
| #  | Titel                    | Tekst        | Musik            | Længde |
| -- | ------------------------ | ------------ | ---------------- | ------ |
| 1. | "Cha Cha Cha"            | Anne Linnet  | Anne Linnet Band | 5:52   |
| 2. | "Livet Det Begynder Nu"  | Anne Linnet  | Anne Linnet Band | 4:54   |
| 3. | "Drivin' West"           | Lis Sørensen | Mikael Fock      | 3:48   |
| 4. | "You Taught Me A Lesson" | Anne Linnet  | Jan Glæsel       | 6:17   |
| 5. | "Twist"                  | Per Møller   | Anne Linnet Band | 5:09   |
| 6. | "Laila"                  | Anne Linnet  | Per Møller       | 3:54   |
| 7. | "This Romance"           | Lis Sørensen | Anne Linnet Band | 3:20   |
| 8. | "Killin' For Fun"        | Per Møller   | Per Møller       | 3:57   |
| 9. | "Check It Out"           | Anne Linnet  | Anne Linnet Band | 4:24   |